# Emín Sefersháyev
Emín Narimánovich Sefersháyev (en ruso: Эмин Нариманович Сефершаев; 18 de abril de 1998) es un deportista ruso que compite en lucha grecorromana.
Ganó dos medallas en el Campeonato Mundial de Lucha, en los años 2021 y 2024, y dos medallaa de oro en el Campeonato Europeo de Lucha, en los años 2021 y 2025.

## Palmarés internacional
| Campeonato Mundial | Campeonato Mundial      | Campeonato Mundial | Campeonato Mundial |
| Año                | Lugar                   | Medalla            | Categoría          |
| ------------------ | ----------------------- | ------------------ | ------------------ |
| 2021               | Oslo (Noruega)          | Medalla de plata   | 55 kg              |
| 2024               | Tirana (Albania)        | Medalla de bronce  | 55 kg              |
| Campeonato Europeo |                         |                    |                    |
| Año                | Lugar                   | Medalla            | Categoría          |
| 2021               | Varsovia (Polonia)      | Medalla de oro     | 55 kg              |
| 2025               | Bratislava (Eslovaquia) | Medalla de oro     | 55 kg              |